# Maria I van Auvergne
Maria I van Auvergne (september 1376 - 7 augustus 1437) was van 1424 tot aan haar dood gravin van Auvergne en Boulogne. Ze behoorde tot het huis Auvergne.

## Levensloop
Maria was de dochter van Godfried van Auvergne, heer van Montgascon en Roche-Savine en zoon van graaf Robert VII van Auvergne, en diens echtgenote Johanna van Ventadour. Haar moeder stierf kort na haar geboorte, haar vader in 1385. 
Op 11 januari 1389 huwde ze met heer Bertrand IV de La Tour, die in 1423 overleed. In 1424 erfde ze na het overlijden van haar kinderloze nicht Johanna II de graafschappen Auvergne en Boulogne.  
Maria regeerde als soeverein gravin tot aan haar overlijden in 1437. Haar zoon Bertrand V erfde vervolgens de graafschappen Auvergne en Boulogne. Haar afstammelingen stonden vanaf toen bekend onder de naam La Tour d'Auvergne.
Bertrand VI de la Tour zoon van Bernard V ruilde in 1477 Boulogne tegen Lauragais met koning Lodewijk XI van Frankrijk. 
In Auvergne was Anna de la Tour,  dochter van Jan IV van Auvergne, kleindochter van Bertrand VI, de laatste gravin van 1501 tot 1524.

## Nakomelingen
Maria en haar echtgenoot Bertrand IV kregen volgende kinderen:
- Bertrand V (overleden in 1461), heer van La Tour en graaf van Auvergne en Boulogne.
- Johanna (1390-1416), huwde met graaf Beraud III van Clermont
- Isabella (1395-?), huwde in 1419 met Louis Armand Chalancon, burggraaf van Polignac
- Louise (overleden in 1471), huwde eerst met Tristan de Clermont-Lodève en daarna met Claude de Montagu, heer van Couches en Espoisses

## Voorouders
| Voorouders van Maria I van Auvergne (1376-1437) | Voorouders van Maria I van Auvergne (1376-1437)                         | Voorouders van Maria I van Auvergne (1376-1437)                         | Voorouders van Maria I van Auvergne (1376-1437)                         | Voorouders van Maria I van Auvergne (1376-1437)                         | Voorouders van Maria I van Auvergne (1376-1437)                   | Voorouders van Maria I van Auvergne (1376-1437)                   | Voorouders van Maria I van Auvergne (1376-1437)                   | Voorouders van Maria I van Auvergne (1376-1437)                   |
| ----------------------------------------------- | ----------------------------------------------------------------------- | ----------------------------------------------------------------------- | ----------------------------------------------------------------------- | ----------------------------------------------------------------------- | ----------------------------------------------------------------- | ----------------------------------------------------------------- | ----------------------------------------------------------------- | ----------------------------------------------------------------- |
| Overgrootouders                                 | Robert VI van Auvergne (1250-1314) ∞ Beatrix van Montgascon (-)         | Robert VI van Auvergne (1250-1314) ∞ Beatrix van Montgascon (-)         | Willem van Dendermonde (1248-1311) ∞ Adelheid van Clermont (1275-1315)  | Willem van Dendermonde (1248-1311) ∞ Adelheid van Clermont (1275-1315)  | ? (-) ∞ ? (-)                                                     | ? (-) ∞ ? (-)                                                     | ? (-) ∞ ? (-)                                                     | ? (-) ∞ ? (-)                                                     |
| Grootouders                                     | Robert VII van Auvergne (1282-1325) ∞ Maria van Dendermonde (1290-1350) | Robert VII van Auvergne (1282-1325) ∞ Maria van Dendermonde (1290-1350) | Robert VII van Auvergne (1282-1325) ∞ Maria van Dendermonde (1290-1350) | Robert VII van Auvergne (1282-1325) ∞ Maria van Dendermonde (1290-1350) | ? (-) ∞ ? (-)                                                     | ? (-) ∞ ? (-)                                                     | ? (-) ∞ ? (-)                                                     | ? (-) ∞ ? (-)                                                     |
| Ouders                                          | Godfried van Auvergne (1282-1325) ∞ Johanna van Ventadour (-1376)       | Godfried van Auvergne (1282-1325) ∞ Johanna van Ventadour (-1376)       | Godfried van Auvergne (1282-1325) ∞ Johanna van Ventadour (-1376)       | Godfried van Auvergne (1282-1325) ∞ Johanna van Ventadour (-1376)       | Godfried van Auvergne (1282-1325) ∞ Johanna van Ventadour (-1376) | Godfried van Auvergne (1282-1325) ∞ Johanna van Ventadour (-1376) | Godfried van Auvergne (1282-1325) ∞ Johanna van Ventadour (-1376) | Godfried van Auvergne (1282-1325) ∞ Johanna van Ventadour (-1376) |